# Pepi Merisio
Giuseppe Merisio, noto come Pepi Merisio (Caravaggio, 10 agosto 1931 – Bergamo, 2 febbraio 2021), è stato un fotografo e fotoreporter italiano.

## Biografia

### Formazione, primi lavori, riviste
Nato a Caravaggio nel 1931 e morto a Bergamo nel 2021, Pepi Merisio è stato uno dei principali fotografi italiani. Già apprezzato dalla metà degli anni cinquanta per le sue collaborazioni con il Touring Club Italiano e le riviste Camera, Réalité, Photo, Maxima, Pirelli Look, Famiglia Cristiana, Stern, Paris Match, nel 1962 diviene fotografo professionista. Nello stesso periodo inizia la collaborazione con Epoca, allora il più importante Rotocalco italiano per il quale, nel 1964, pubblica il reportage Una giornata col Papa, dedicato a Papa Paolo VI.

### Riconoscimenti
Da allora la sua carriera è in costante ascesa, ottenendo prestigiosi riconoscimenti in Italia e all'estero tra i quali: New talent of Popular photography (New York, 1963), Premio Fermo Reportage Fotografico (Fermo, 1963), Premio Nazionale Fotoreporter italiani (Milano, 1964), Premio Internazionale Fotogiornalismo (Genova, 1965) e numerose personali presso i principali musei e gallerie di tutto il mondo. In appena quattro anni la rivista svizzera d'arte DU gli dedica tre numeri unici: Vaticano (1968) Siena (1970) e Italia Cattolica (1972). Nel 1979 esegue per la Polaroid un servizio in bianco e nero attualmente conservato a Boston presso la Collection Polaroid International. Nel 1982 dall'Editoriale Fabbri nella collana I grandi fotografi, nel 1988 viene nominato dalla Federazione Italiana Associazioni Fotografiche FIAF Maestro della Fotografia Italiana e, nove anni dopo, la stessa associazione gli dedica una monografia nella collana Grandi autori. Nel 1989, insieme a Roiter e a Gianni Berengo Gardin, rappresenta l'Italia nel volume commemorativo dei 75 anni della Leica.

### Libri fotografici
Nel 1969, in occasione del centenario della Banca Popolare di Bergamo, pubblica la sua prima opera fotografica Terra di Bergamo, suddivisa in tre volumi.
Da allora seguiranno più di cento libri fotografici editi per Atlantis, Bär Verlag, Conzett e Huber, Orell Füssli, Zanichelli Editore, Mondadori Electa, Silvana, Bolis, M. D'Auria, Editalia, Publiepi, Monte dei Paschi, Grafica e Arte e Ecra - Edizioni del Credito Cooperativo di Roma, per la quale dal 1982 ha curato la collana Italia della nostra gente.Il 6 di Aprile 2019, si apre a Castelnuovo Magra (SP), una mostra fotografica su Merisio, dal titolo "Il gioco" che illustra i divertimenti dei bambini, protagonisti in un'Italia nostalgica, fra gli anni '50 e '80; (Il gioco 6 Aprile-30 Giugno 2019 Castelnuovo Magra SP).